# Stylaster amphiheloides
Stylaster amphiheloides is een hydroïdpoliep uit de familie Stylasteridae. De poliep komt uit het geslacht Stylaster. Stylaster amphiheloides werd in 1871 voor het eerst wetenschappelijk beschreven door Kent. 